# Forteresse de Diana
La forteresse de Diana (en serbe cyrillique : Тврђава Диана ; en serbe latin : Tvrđava Diana) est un castrum romain situé sur le territoire du hameau de Karataš, près de Sip, dans la municipalité de Kladovo, en Serbie. En raison de son importance, Diana figure sur la liste des sites archéologiques d'importance exceptionnelle de la république de Serbie.
La forteresse de Diana est située sur la rive droite du Danube.

## Histoire
La première forteresse de Diana a été construite en terre et en bois au début du Ier siècle, au moment de l'arrivée des troupes romaines sur le Danube. Elle a été reconstruite en pierres à l'extrême fin du Ier siècle, quand Trajan se préparait à conduire la guerre contre les Daces, et elle fut achevée en 101 avec le creusement du canal de Sip qui permettait de lever tout obstacle à la navigation sur le Danube. Elle fut rénovée une première fois au IIIe siècle et, au IVe siècle, deux murs furent édifiés, qui descendaient vers le fleuve.
Lors de l'invasion des Balkans par les Goths, en 378, la forteresse fut partiellement incendiée puis elle fut restaurée pour assurer à l'Empire une protection contre les invasions barbares. Malgré cela, les Huns s'en emparèrent en 443 et la détruisirent en grande partie. Au début du VIe siècle, l'empereur byzantin Justinien la fit de nouveau restaurer, dans son entreprise de reconquête du monde romain. Diana fut définitivement détruite en 596 au moment de l'invasion des Balkans par les Avars et les Serbes.

## Structure d'ensemble
La forteresse de Diana s'inscrit dans un plan rectangulaire légèrement arrondi, dont chaque côté possède une porte d'accès renforcée de tours semi-circulaires, à l'exception de la porte nord, située face au Danube, qui était gardée par deux tours carrées ; en plus de ces tours, la muraille était encore renforcée de deux tours au sud et au nord et de trois tours à l'est et à l'ouest. Au début du IVe siècle, cette structure rectangulaire a été étendue par la construction de deux murs supplémentaires descendant vers le Danube et terminés chacun par une tour.

## Éléments du site
En plus des murailles extérieures, les fouilles archéologiques ont permis de mettre au jour les vestiges de plusieurs bâtiments situés à l'intérieur de la forteresse, parmi lesquels on peut citer une construction terminée par une abside et dotée d'un chauffage par le sol, un horreum, un principium daté des Ier et IIe siècles, des casernes remontant aux IIIe et IVe siècles, des latrines et des égouts du Ier et IIe siècles, ainsi que la porte d'accès du premier castrum.
Les fouilles réalisées à l'extérieur de la forteresse principale, entre les deux murs ajoutés, ont permis de découvrir les vestiges d'une tombe.